# Tangara de Rieffer
Chlorornis riefferii
Genre
Espèce
Statut de conservation UICN

 LC  : Préoccupation mineure
Le Tangara de Rieffer (Chlorornis riefferii), également appelé Tangara des Andes ou Tangara vert pré, est une espèce d'oiseaux de la famille des Thraupidae. C'est la seule espèce du genre Chlorornis.

## Sous-espèces
Il existe cinq sous-espèces d'après Alan P. Peterson :
- Chlorornis riefferii bolivianus (Berlepsch, 1912)
- Chlorornis riefferii celatus Zimmer, 1947
- Chlorornis riefferii dilutus Zimmer, 1947
- Chlorornis riefferii elegans (Tschudi, 1844)
- Chlorornis riefferii riefferii (Boissonneau, 1840)